# Vườn quốc gia Thiên Sơn

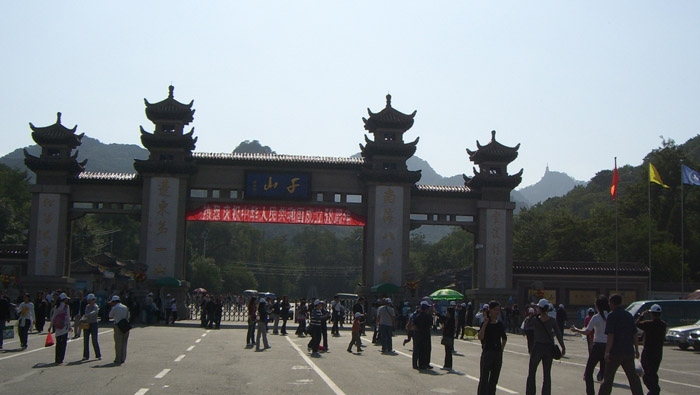
Cổng vào vườn quốc gia Thiên Sơn An Sơn

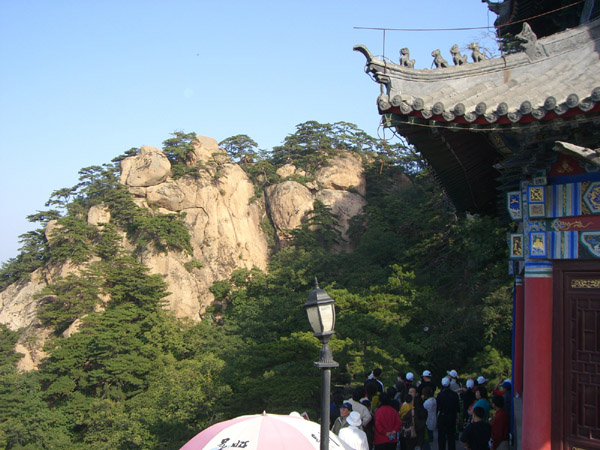
Bên trong vườn quốc gia Thiên Sơn An Sơn

Vườn quốc gia Thiên Sơn (tiếng Trung: 千山国家公园; bính âm: Qiānshān; nghĩa đen 'Ngàn núi') là một vườn quốc gia nằm ở phía đông nam An Sơn, tỉnh Liêu Ninh, Trung Quốc. Nó nằm trong Dãy núi Thiên (tiếng Trung: 千山山脉) và vườn quốc gia cũng lấy tên từ chính dãy núi đó. Dãy núi Thiên Sơn kéo dài từ dãy núi Trường Bạch ở biên giới Trung Quốc-Bắc Triều Tiên, chạy theo hướng tây đến Liêu Dương, sau đó xuống phía nam tới Đại Liên ở góc phía nam của tỉnh Liêu Ninh.

## Tên
Vườn quốc gia được gọi là "Viên ngọc của Đông bắc". Tên Thiên Sơn nghĩa là "ngàn núi". Đây thực sự là một từ viết tắt của cái tên "Thiên Đóa Liên Hoa Sơn" (tiếng Trung: 千朵莲花山; bính âm: qiān duǒ liánhuā shān). Theo truyền thuyết, bốn góc của bầu trời sụp đổ, Nữ Oa muốn cứu con người nên đã lấy đá vá trời. Tuy nhiên, một viên đá vô tình rơi xuống mặt đất, nơi rơi xuống đất bắn ra xung quanh tạo ra hàng ngàn đỉnh núi có hình dạng như đóa hoa sen. Như vậy là chính Nữ Oa đã tạo ra Thiên Sơn. Khu vực vườn quốc gia chiếm 44 km²  được tôn lên bởi những đền thờ Đạo giáo, Phật giáo và tu ni viện. Đây là một trong số các địa điểm mà kiến trúc của cả hai tôn giáo này đều có mặt. Trong số các đỉnh núi, một đỉnh mang hình ảnh tự nhiên của Đức Phật đứng cao 70 mét và nó được tuyên bố hình ảnh tự nhiên lớn nhất của Đức Phật Di Lặc trên thế giới.
Khu vực này có một lịch sử lâu đời của các đền thờ tôn giáo có niên đại vào thời nhà Đường của Trung Quốc và được tăng cường trong cả triều đại nhà Minh và Thanh. Các cuộc cách mạng của thế kỷ XX đã khiến một số tòa nhà bị hư hại. Vườn quốc gia được thành lập kể từ khi các công trình được phục hồi và mở rộng với các chùa và đền thờ Phật Di Lặc mới.
Tại điểm cao nhất của nó, Thiên Sơn có độ cao 708,3 mét. Vườn quốc gia có số lượng cây cối rậm rạp với 95% diện tích được bao phủ bởi rừng. Hơn mười ngàn cây thông ước tính hơn 100 năm tuổi có mặt tại đây. Hệ động thực vật quý hiếm cùng với một số lượng lớn các thảo mộc được sử dụng trong y học cổ truyền Trung Quốc. Tại đây còn có hơn 100 loài chim khác nhau, trong đó có nhiều loài quý hiếm như Cò đầu đen.